# Ужицкая республика (фильм)
«Ужицкая республика» (серб. Ужичка република) — югославский военный художественный фильм режиссёра Живорада Митровича, снятый в 1974 году.

## Сюжет
Действие фильма происходит в 1941 году и показывает историю существования и падения Ужицкой республики, территории в западной Сербии в районе города Ужице, освобождённой югославскими партизанами от немецких захватчиков в сентябре — октябре 1941 года. В конце 1941 года была захвачена оккупационными войсками и коллаборационистскими формированиями.
На фоне боёв с немцами и четниками показана история любви члена партизанского штаба Боро и учительницы Нади.
В отличие от большинства югославских военных драм, в этом фильме сценарная линия глубже освещает политическую подоплёку событий того времени. Показывает постепенный распад союза между партизанами и четникам, некоторые из которых переходят на сторону немцев, чтобы остановить распространение коммунизма и социализма, в ущерб освобождению своей Родины.
В фильме появляются реальные исторические личности: Иосип Броз Тито и Драголюб Михаилович.

## В ролях
- Борис Бузанчич — партизан Боро
- Божидарка Фрайт — Надя
- Ружица Сокич — Мира
- Раде Шербеджия — офицер четников Коста Парац
- Алёша Вучкович — капитан Лука
- Неда Арнерич — Елена
- Иван Ягодич — Илия
- Мия Алексич — мастер Тоза
- Боголюб Петрович — капитан четников
- Марко Тодорович — Иосип Броз Тито
- Миодраг Лазаревич — Драголюб Михаилович
- Марко Николич — Клакер

## Награды
- Фильм «Ужицкая республика» в 1974 году был отмечен двумя премиями «Золотая арена» международного фестиваля игрового кино в г. Пула — за лучший фильм и за роль актёра второго плана (Ружица Сокич).

- В 1975 году получил почётный диплом Московского международного кинофестиваля.

В 1976 году в Югославии был снят телесериал под тем же названием «Ужицкая республика» .